# Айстроцвіті
Айстроцві́ті (Asterales) — порядок (ряд) евдикотів, групи квіткових рослин, який охоплює родину айстрові (складноцвіті) (Asteraceae) (соняшник, айстра, чортополох тощо) та пов'язані родини. Порядок містить здебільшого трав'яні види, хоча також кілька дерев (Лобелія, Lobelia) і кущів.
Айстроцвіті чітко виділені на морфологічному та молекулярному рівні. Сінапоморфії охоплює олігосахарид інулін як засіб зберігання живильних речовин, і тичинки, які зазвичай розташовані щільно навколо маточки або навіть зливаються в структури трубчастої форми навколо нього. Остання властивість ймовірно пов'язана з вторинним запиленням, яке звичайне серед представників ряду.
У складі порядку 11 родин, приблизно 1743 роди й 26 870 видів.

## Родини
Alseuosmiaceae
Argophyllaceae
айстрові (Asteraceae)
Calyceraceae
дзвоникові (Campanulaceae)
Goodeniaceae
бобівникові (Menyanthaceae)
Pentaphragmataceae
Phellinaceae
Rousseaceae
Stylidiaceae.